# Leuwikaret
Leuwikaret is een bestuurslaag in het regentschap Bogor van de provincie West-Java, Indonesië. Leuwikaret telt 6358 inwoners (volkstelling 2010).